# 1794

## أحداث
- تأسيس مدينة ماركام وتقع حاليا في كندا.
- تأسيس مدينة وهران، سالتا وتقع حاليا في الأرجنتين.
- استولاء القاجاريون على الحكم في بلاد فارس.
- توقيع معاهدة جاي بين الولايات المتحدة وبريطانيا بعد نهاية الثورة الأمريكية (1775- 1783).

## مواليد
- أنطونيو لوبيز دي سانتا أنا
- إدوارد ايفرت
- كورنليوس فاندربلت
- ويليام كولين برايانت
- يوسف ما ديشين
- جورج ستيفن، محامي أسترالي

## وفيات
- أنطوان لافوازييه
- إدوارد جيبون
- الإمام منصور الشيشاني
- إليزابيث فيليب الفرنسية
- ماكسمليان روبسبير